# Imi N'Fast
Imi N'Fast  (in arabo امي نفاست‎?) è un centro abitato e comune rurale del Marocco situato nella provincia di Sidi Ifni, regione di Guelmim-Oued Noun. Conta una popolazione di 2 465 abitanti (censimento 2014).